# Entraîneur (football américain)

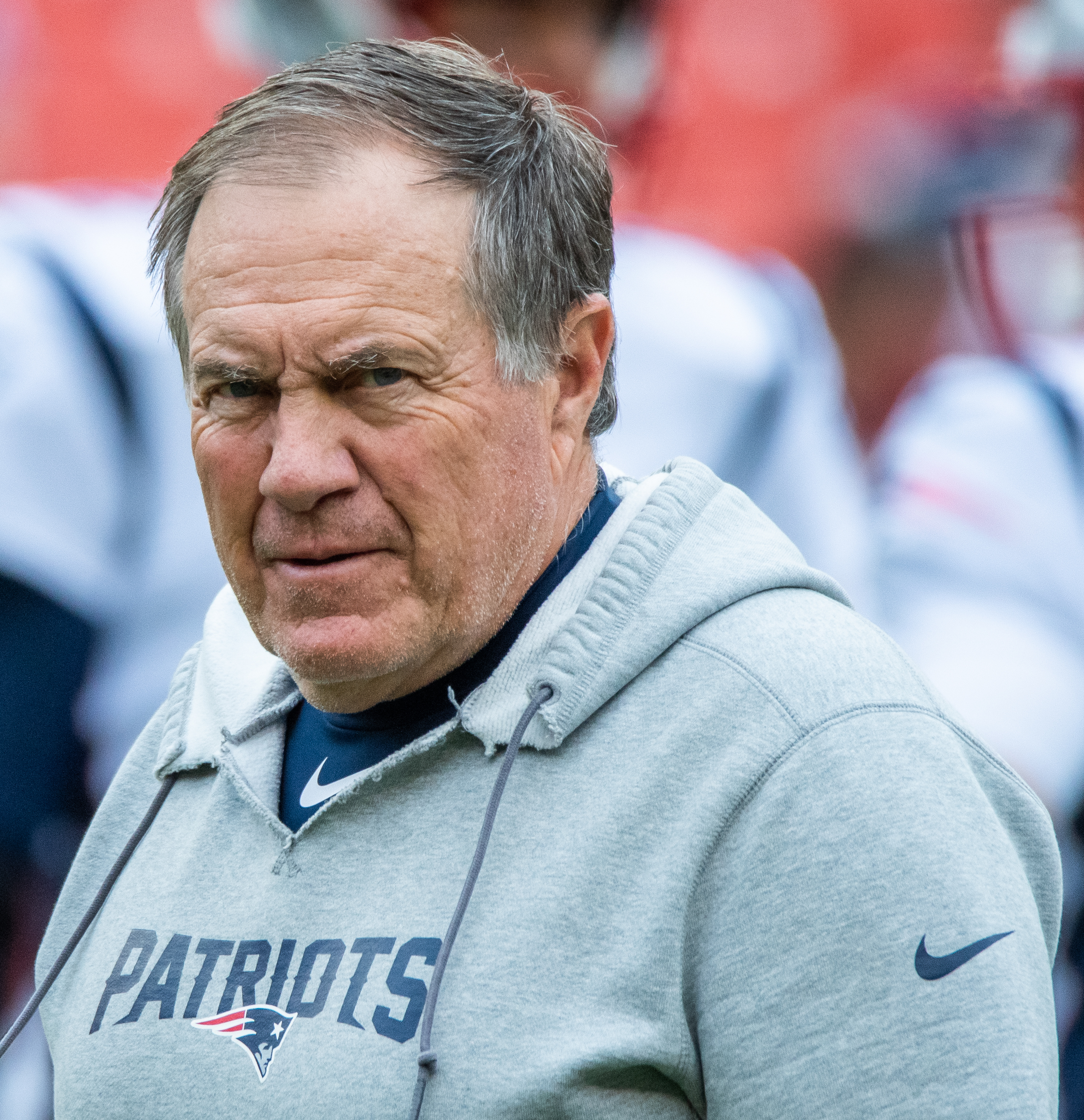
Bill Belichick (6 fois vainqueur du Super Bowl), alors entraîneur principal des Patriots au bord du terrain en 2019.

L'entraîneur de football américain est la personne chargée de diriger les joueurs lors d'une rencontre de football américain et lors des entraînements. 

## Rôle général
L'entraîneur principal occupe une position clé au football américain en raison de son influence directe et constante sur le déroulement du jeu. 
- L'appel des jeux : les entraîneurs décident des jeux offensifs, défensifs et équipes spéciales lors de chaque phase de jeu.
- La coordination des différentes escouades : ils collaborent étroitement avec les entraîneurs responsables des différentes escouades (offensive, défensive et équipes spéciales).
- La gestion des formations et des substitutions : ils ajustent en permanence la composition des joueurs sur le terrain en fonction des besoins stratégiques et des situations de jeu.
- La gestion du chronomètre et des temps morts.
- La révision vidéo : l'entraîneur principal (en NFL), peut demander une révision vidéo auprès des arbitres.

Cette implication active fait de l'entraîneur une figure centrale dans la réussite d'une équipe, tant sur le plan tactique que dans la gestion d'un groupe.

### Gestion de l'effectif
L'effectif total d'une franchise de NFL peut compter plus de 70 joueurs : 53 joueurs actifs (55 les jours de match), l'équipe d'entraînement (practice squad composée de 16 athlètes depuis 2022) et la liste des blessés. Les effectifs sont répartis en trois escouades (équipes ou unités) : l'attaque, la défense et les équipes spéciales. Pour gérer un si grand nombre d'athlètes, une vingtaine de personnes sont nécessaires pour l'encadrement sportif. Les effectifs universitaires sont plus importants puisqu'ils comptent une centaine de jeunes étudiants-athlètes et un staff d'une dizaine de personnes.
Les athlètes professionnels et universitaires sont divisés en deux groupes : en anglais on parle de Two-platoon system, celui des joueurs offensifs et celui des joueurs défensifs qui, sauf cas rare, jouent et s'entrainent uniquement avec leur propre groupe. La particularité se trouve dans les unités spéciales, composée de joueurs offensifs et défensifs. Hormis,  le holder, le kick/punt returner, le kicker, le long snapper, et le punter, tous les autres membres des unités spéciales ont des rôles mineurs en attaque ou en défense. Un aspect que les différents entraîneurs doivent prendre en compte dans la gestion d'un effectif. 
L'entraîneur principal est normalement sous la responsabilité immédiate du manager général de la franchise. Ce dernier effectue un travail proche de celui d'un directeur sportif, gérant les contrats, le recrutement et la draft. Il est dès lors responsable de l'équilibre sportif et financier de la franchise à long terme. Certaines franchises n'ayant pas de manager général délèguent alors ces tâches à l'entraîneur principal ou parfois au propriétaire de la franchise.

### Différences entre pros et universitaires
Le rôle d'un entraîneur et de son staff est semblable entre les ligues professionnelles et les universitaires. Cependant, au sein des organisations, la gestion des athlètes est bien différente. Les athlètes en NFL sont déjà des sportifs accomplis avec plusieurs saisons d'expérience au niveau universitaire. Les étudiants-athlètes sont encore loin de leur maturité physique, mentale et sportive, en effet certains joueurs sortent tout juste des High school (Lycée en France).
Comme dans les autres ligues professionnels d'Amérique du Nord, le recrutement se fait via un système de draft. Ce processus est très réglementé : un entraîneur principal ne peut pas choisir le joueur qu'il souhaite. Il est limité par le nombre de choix et sa position dans la draft, tout en affrontant la concurrence des autres franchises pour recruter les talents les plus prometteurs. Ainsi, avoir le premier choix global d'une draft est une chance rare. Le directeur général (general manager) voire le propriétaire de la franchise, peuvent intervenir dans les choix de draft. Enfin, il doit aussi prendre en compte les considérations salariales notamment pendant la free agency (joueurs libres de contrat). 
Le processus de recrutement au niveau universitaire est bien plus long. Des groupes de scouts repèrent les jeunes talents potentiels à travers le pays. L'influence joue un rôle clé dans le college football. Pour attirer les meilleurs éléments, les universités organisent des visites du campus, des installations sportives et des infrastructures scolaires. Il n'est pas rare que l'entraîneur principal visite personnellement une potentielle recrue fortement sollicitée. L'entraîneur principal a donc aussi une mission de recruteur, un poste qui est réservé au general manager en NFL.
Depuis 2021, à la suite de la décision de la Cour suprême des États-Unis, les étudiants-athlètes peuvent d'être rémunérés en vertu de leur nom, leur image ou de toute forme de ressemblance (en anglais : NIL : Name, Image and Likeness). À la manière des professionnels, les contrats publicitaires sont désormais un argument lors des recrutements par les universités. 
L'autre effet du NIL est la place grandissante du NCAA transfer portal (en français, portail NCAA des transferts). Ce portail, crée en 2018, a pour but de faciliter le transfert des étudiants-athlètes entre universités. Aujourd'hui, il fait plus office de « mercato ». La NCAA a fixé deux fenêtres annuelles de transferts, une en décembre et l'autre en avril. Le recrutement universitaire passe désormais aussi par ce portail, autant pour les étudiants-athlètes en manque de temps de jeu et cherchant à se relancer que pour les talents souhaitant saisir une meilleure opportunité ailleurs.
Les universités doivent séduire les jeunes athlètes pour bâtir leur programme tandis que les franchises professionnelles piochent dans un réservoir limité avec de nombreuses contraintes. Enfin, dans le college football les joueurs font le choix de leur future université, alors qu'en NFL, ils sont contraints de rejoindre la franchise qui les sélectionne.

## Les différents entraîneurs
Liste non-exhaustive, décrivant les principaux entraîneurs au sein d'une équipe de football américain ainsi que leurs rôles et tâches. En fonction du style de jeu prôné par l'entraîneur principal, les rôles et postes varient.
- L'entraîneur principal (également appelé entraîneur-chef au Québec ou encore simplement head coach) est le leader au sein de l'équipe technique. Il supervise les tactiques et élabore le cahier de jeu (playbook). En NFL, il a aussi pour responsabilité de demander l'arbitrage vidéo en lançant un mouchoir rouge (red flag), mais aussi de gérer le chronomètre et d'appeler les temps morts. Le parcours antérieur d'un entraîneur principal influence son domaine d'expertise qu'il soit offensif ou défensif. Ainsi, il peut jouer un rôle plus important dans le secteur de jeu dont il est spécialiste. Par exemple, un entraîneur principal qui fut coordinateur offensif, peut continuer à appeler les jeux offensifs en plus des responsabilités de head coach. Enfin, il est le supérieur hiérarchique des autres membres du staff technique (voir ci-dessous).

- Le coordinateur défensif est chargé de la gestion des joueurs défensifs et de l'élaboration du plan de jeu défensif. Pendant une rencontre, son rôle est d'appeler les jeux défensifs (playcaller), cette responsabilité reste parfois dans les mains de l'entraîneur principal. Il est soutenu par des assistants spécialisés dans différents postes de la défense, tels que l'entraîneur de la ligne défensive, des linebackers ou des defensive back. Le coordinateur défensif est sous la responsabilité de l'entraîneur principal.

- Le coordinateur offensif est chargé de la gestion des joueurs offensifs et de l'élaboration du plan de jeu offensif, il est l’équivalent du coordinateur défensif mais pour le secteur offensif. Pendant une rencontre, son rôle est donc d'appeler les jeux offensifs (playcaller), bien que cette tâche puisse parfois être assumée par l’entraîneur principal. Il est soutenu par des assistants spécialisés dans différents postes de l'attaque, tels que l'entraîneur de la ligne offensive, des quarterbacks ou des running backs. Contrairement aux autres entraîneurs qui sont présents au bord du terrain, il est souvent placé en tribune pour avoir une meilleure lecture du terrain et des positions des joueurs. A l'image de son pendant défensif, le coordinateur offensif est aussi sous la responsabilité de l'entraîneur principal.

- Le coordinateur des équipes spéciales (également appelé unités spéciales ou escouades spéciales) est chargé de la gestion des joueurs des équipes spéciales et de l'élaboration des plans de jeu lors des coups d'envoi (kickoff), des punts, field goals et transformations aussi bien en attaque qu'en défense. Il dispose parfois d'un assistant pour la gestion des unités spéciales. Le coordinateur des équipes spéciales est sous la responsabilité de l'entraîneur principal.

- L'assistant entraîneur principal: il est chargé d'épauler l'entraîneur principal et est directement sous sa responsabilité. Il cumule souvent cette fonction avec un autre poste.

- L'entraîneur de ligne est chargé de la coordination d'une ligne : la ligne offensive, la ligne défensive, la ligne des linebackers ou bien la ligne des defensive backs. Il est sous la responsabilité du coordinateur défensif ou du coordinateur offensif.

- L'entraîneur de position est chargé de la gestion d'une position et son rôle est centré sur un poste. Il est sous la responsabilité du coordinateur défensif ou du coordinateur offensif.

- L'entraîneur contrôle qualité est chargé de préparer les joueurs en se basant sur les analyses statistiques et vidéos des futures adversaires, un travail d'anticipation effectué parfois plusieurs semaines à l'avance. Il existe trois types d'entraîneur contrôle qualité : le défensif, l'offensif et pour les équipes spéciales. Par exemple, l'entraîneur contrôle qualité offensif prépare son attaque à la défense adverse : le type de formation, le personnel, la position des joueurs en fonction de chaque situation de jeu. Ce rôle est généralement un poste de débutant, avant d'accéder à des postes d'entraîneur de position puis aux postes de coordinateurs.

Une franchise de NFL dispose ainsi d'un entraîneur différent pour presque chaque position ou groupe de position, mais également d'entraîneurs chargés de la condition physique, d'autres chargés de l'analyse vidéo. Le staff technique compte également des coordinateurs pour le jeu de course et le jeu de passe. Il est commun de cumuler deux rôles quand ils sont liés, par exemple l'entraineur des running backs peut être également le coordinateur du jeu de course ou encore l'entraineur des quarterbacks peut être également le coordinateur du jeu de passe.

## Cahier de jeu

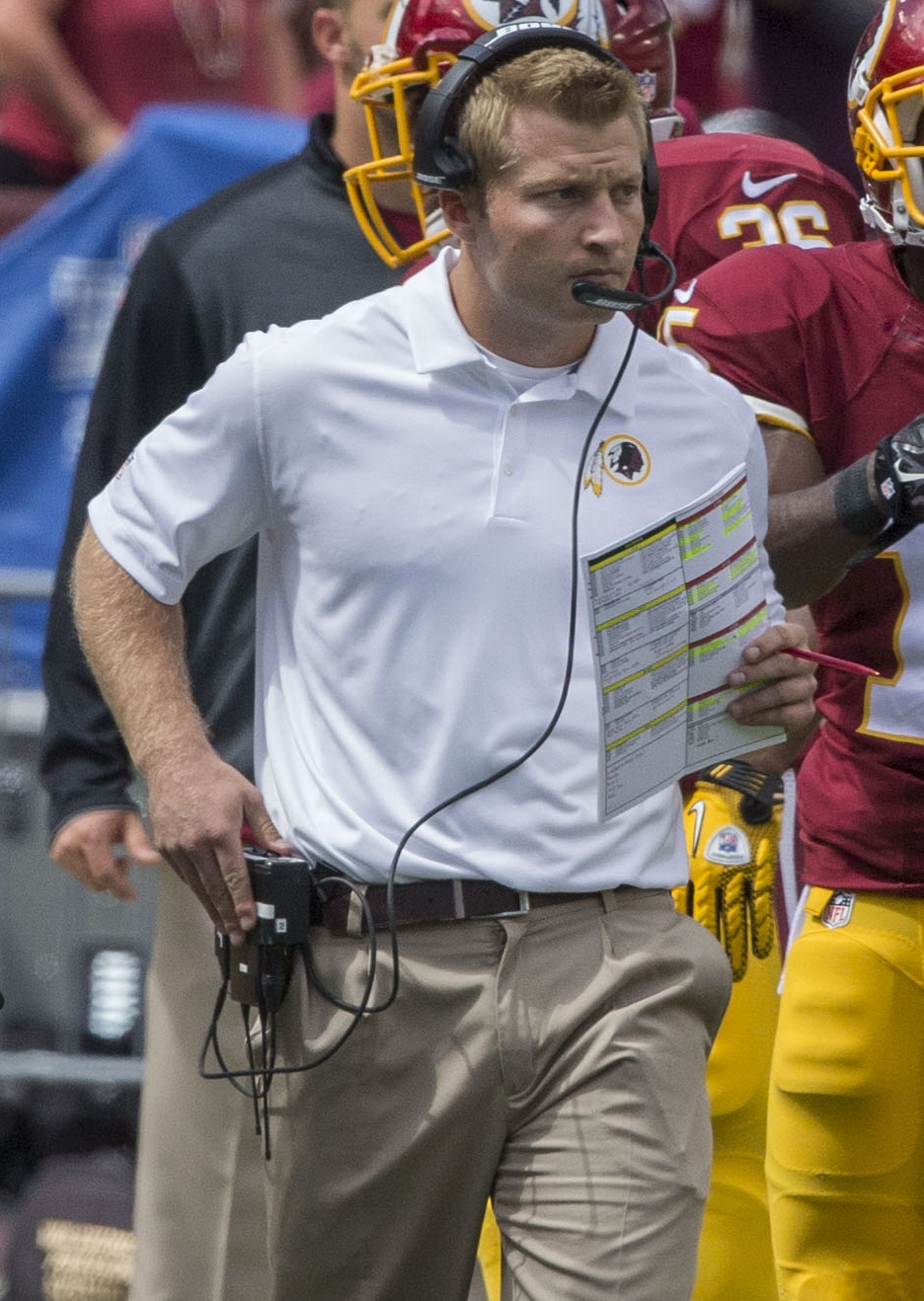
Sean McVay lors son passage à Washington comme coordinateur offensif avec une feuille dans la main (call-sheet ou play-sheet en anglais : qui contient une série de jeux en fonction des situations, inspirée du playbook).

Le cahier de jeu (playbook en anglais) regroupe et décrit tous les jeux, les combinaisons et les tactiques travaillés à l'entraînement par les joueurs et qui peuvent être exécutés en match. Les joueurs se doivent de le connaitre par cœur. Chacune des trois escouades possède un cahier de jeu qui lui est propre.
En plus des jeux, les joueurs offensifs doivent connaître leurs variantes et les audibles. Ainsi, chaque joueur a une tâche propre lors de chaque jeu, comme suivre un tracé prédéfini, bloquer un adversaire, créer une brèche ou encore servir de fausse piste. 
Au niveau défensif, le cahier de jeu est plus orienté sur le type de formations (ou packages) et s'adapte donc continuellement à l'attaque adverse. Si celle-ci se compose de cinq receveurs, la défense s'adapte et se compose alors de plus de defensive backs pour les couvrir. En revanche, si la formation de l'attaque ne possède pas de receveur, la défense renforce sa ligne avec des linemans défensifs et des linebackers pour prévenir une action par la course. Le type de couverture, une défense de zone ou un marquage individuel sont, par exemple, des éléments découlant des formations.

## Durant le jeu

### Appel des jeux

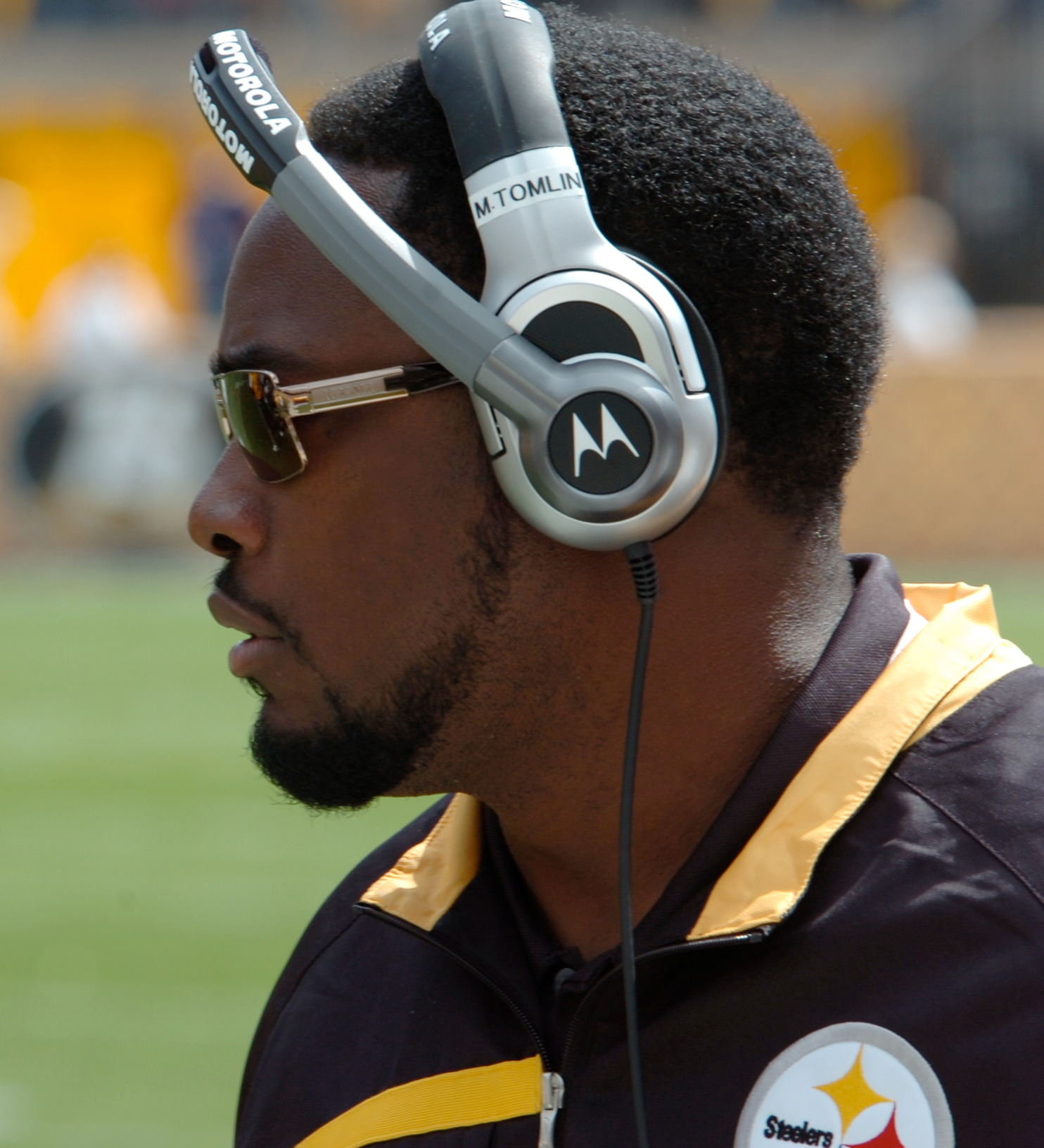
Mike Tomlin, entraîneur principal des Steelers avec son casque-micro servant à l'appel des jeux.

L'appel de jeu (en anglais : play calling) est la phase avant chaque action de l’attaque où l'entraîneur (rôle du coordinateur offensif ou de l'entraîneur principal) décide quelle stratégie sera mise en place. L'entraîneur passe les consignes à son quarterback par radio. Il est aussi possible de les transmettre à l'aide de signes ou de pancartes en bord de terrain, ce qui est assez rare en NFL mais plus répandu au niveau universitaire ou lycéen. L'appel de jeu se fait à l'aide de codes prédéfinis, afin que l'adversaire ne puisse pas comprendre la tactique de jeu. Le quarterback transmets ensuite la tactique du jeu au reste de l'équipe lors du huddle. L'ensemble des jeux est regroupé dans le cahier de jeu (playbook).
En défense, le coordinateur défensif transmet aussi ses consignes par radio (le plus souvent a un linebacker désigné). Les défenses s'adaptent le plus souvent à l'attaque, les appels de jeu sont alors moins complexes. Une défense a pour but d'aligner la meilleure tactique possible face a l'attaque adverse. La situation (le down et nombre de yards à parcourir) et la position sur le terrain sont également prises en compte. Une défense ne défendra pas une 3e et 5 yards dans les 20 yards adverses comme sur ses propres 20 yards par exemple. Néanmoins, les défenses peuvent également dissimuler leurs intentions à travers une disposition et appliquer une tout autre défense, notamment lors d'un blitz.

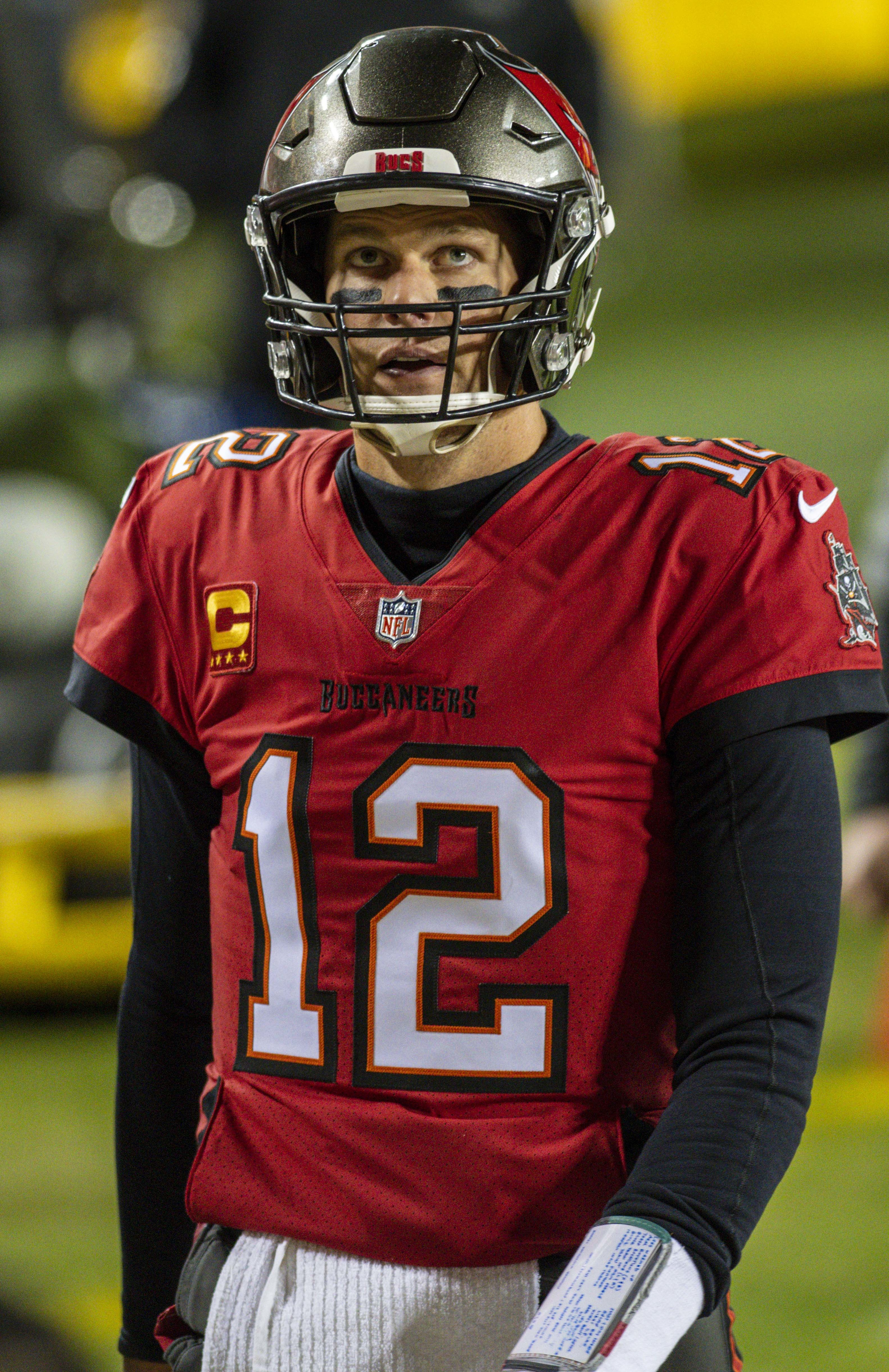
Tom Brady, ancien quarterback des Buccaneers avec un wristband (bras gauche) contenant une liste de jeux et des ajustements.

En attaque, c'est le quarterback qui fait les derniers ajustements sur le terrain (audibles) à l'aide de consignes orales et/ou de gestes. Le quarterback peut également être équipé d'un wristband à son bras, contenant certains jeux et des ajustements. 
En défense, ce rôle revient au linebacker intérieur lequel est considéré comme le quarterback de la défense. Du fait de sa position au milieu de la défense, il est chargé de décider des derniers ajustements de la défense transmettant ceux-ci le plus souvent à l'aide de gestes bien visibles, ses coéquipiers étant plus dispersés sur terrain. 
Les jeux offensifs sont complexes et plus précis, la réussite d'une attaque dépendra de la précision de son exécution. Les jeux d'une défense possèdent une plus grande part d'anticipation et d'adaptation.
On retrouve les mêmes types d'organisations pour les équipes spéciales. Néanmoins, les formations sont moins nombreuses et plus simples réduisant de facto les options de jeu.

## Coaching tree
Le coaching tree (en français arbre de coaching) ressemble à un arbre généalogique. Il compile les relations entre les entraîneurs, celles-ci pouvant être définies de diverses façons. La plus courante relie un entraîneur ayant travaillé comme assistant d'un entraîneur principal. Le lien peut également montrer l'influence philosophique d'un entraîneur après une expérience d'assistant. 
Le coaching tree est un élément très présent à la fois dans la culture du sport, mais surtout dans les médias où il est commun de retracer la filiation d'un entraîneur.